# Herzeele
Herzeele är en kommun i departementet Nord i regionen Hauts-de-France i norra Frankrike. Kommunen ligger i kantonen Wormhout som tillhör arrondissementet Dunkerque. År 2022 hade Herzeele 1 627 invånare.

## Befolkningsutveckling
Antalet invånare i kommunen Herzeele
| Referens: INSEE |